# Radik Valiev
Radik Yurievich Valiev (ryska: Радик Юрьевич Валиев), född 18 juni 1997, är en rysk brottare som tävlar i fristil.

## Karriär
Vid VM 2021 i Oslo tog Valiev brons i 79 kg-klassen efter att han besegrat Ryuki Yoshida i bronsmatchen.

## Tävlingar
| År   | Tävling   | Ort        | Viktklass | Placering |
| ---- | --------- | ---------- | --------- | --------- |
| 2017 | Junior-VM | Tammerfors | 74 kg     | 7:e plats |
| 2018 | U23-EM    | Istanbul   | 79 kg     | Guld      |
| 2019 | U23-EM    | Novi Sad   | 79 kg     | Guld      |
| 2019 | U23-VM    | Budapest   | 79 kg     | Brons     |
| 2021 | VM        | Oslo       | 79 kg     | Brons     |